# Passo Fundo (gemeente)
Passo Fundo is een gemeente in de Braziliaanse deelstaat Rio Grande do Sul. De gemeente telt 198.799 inwoners (schatting 2017).

## Aangrenzende gemeenten
De gemeente grenst aan Carazinho, Coxilha, Ernestina, Mato Castelhano, Marau, Pontão en Santo Antônio do Planalto.

## Geboren
- Luiz Felipe Scolari (1948), voetballer en voetbalcoach
- Marco Antônio de Mattos Filho, "Marquinho" (1986), voetballer